# 九州女子短期大学
九州女子短期大学（日语：／ Kyushu Joshi Tankidaigaku *），简称九女短，是一所位于日本福冈县北九州市八幡西区的私立短期大学。

## 概要

### 简介
- 源流成立于1947年[1][2]。短期大学为于1960年开办[1][2]、由学校法人福原学园经营。

### 历史

#### 本科的历史
- 1960年 九州女子短期大学成立并同时设置家政科[1][2]。
- 1962年 保健教育科[注 3][2]成立[2]。
- 1963年 体育科成立[1][2]。
- 1964年 英文科成立[1][2]。
- 1966年 初等教育科成立[1][2]。
- 1969年 音乐科成立[1][2]。
- 1972年 家政科分离为家政专攻和食物营养专攻[3]。
- 2000年 两个学科即英文科、家政科（家政专攻和食物营养专攻）招生最后[1][2]。
- 2002年 今年10月28日两个学科即英文科、家政科（家政专攻和食物营养专攻）停办[1]。
- 2003年 音乐科招生最后[3]。
- 2005年 今年3月31日音乐科停办[3]。今年4月体育科招生最后[3]。
- 2007年 今年3月31日体育科停办[3]。
- 2010年 保健教育科[注 3]、初等教育科各自招生最后。次年两个学科合并为儿童健康学科[注 1]

#### 专科的历史
- 1995年 三个专攻即英文学专攻、初等教育学专攻、体育学专攻成立[4][2]。
- 2000年 英文学专攻招生最后[4]。
- 2002年 英文学专攻停办[4]。
- 2003年 保健教育学专攻[注 7]、音乐演奏学专攻成立[4]。
- 2005年 音乐演奏学专攻停办[4]。
- 2009年 今年3月31日两个专攻即体育学专攻、初等教育学专攻停办[4]。

### 宪章
- 请参看九州女子短期大学的标志（页面存档备份，存于） （日語） 2014年1月8日阅览。

## 学校环境
- 校区：在福冈县北九州市八幡西区

## 历任校长
- 福原军造：第一代短期大学校长[5]。
- 福原弘之：现在短期大学校长[6]

## 组织

### 学科
- 儿童健康学科[注 1][7]

### 前学科
- 家政科[注 2]
  - 家政专攻[注 2]
  - 食物营养专攻[注 2]
- 保健教育科[注 3][注 4]
- 体育科[注 5]
- 英文科[注 2]
- 初等教育科[注 4]
- 音乐科[注 6]

### 专科
| - 保健教育学专攻 |

### 前专科
| - 英文学专攻 - 体育学专攻 - 初等教育学专攻 - 音乐演奏学专攻 |

### 业余课程
| - 没有 |

## 相关链接
- 日本短期大学列表
- 九州女子大学